# Bolesław Gruszka
Bolesław Gruszka (ur. 27 sierpnia 1958 w Tarnowskich Górach) – polski piłkarz grający na pozycji obrońcy, trener.

## Kariera piłkarska
Bolesław Gruszka karierę piłkarską rozpoczął w 1977 roku w Polonii Bytom, w barwach której 20 listopada 1977 roku w bezbramkowo zremisowanym meczu u siebie  z Szombierkami Bytom, w którym w 74. minucie zastąpił Józefa Rochnię, zadebiutował w ekstraklasie. W sezonie 1979/1980 zajmując ostatnie – 16. miejsce, spadł z ekstraklasy, do której Królowa Śląska wróciła dopiero w sezonie 1986/1987 po wygraniu Grupy 2 II ligi w sezonie 1985/1986. W sezonie 1986/1987, w którym Królowa Śląska zakończyła rozgrywki ligowe na 13. miejscu, w związku z czym ponownie spadła z ekstraklasy, Gruszka rozegrał tylko 1 mecz, który zarazem był dla niego ostatnim meczem w ekstraklasie – 28 marca 1987 roku w przegranym 2:1 meczu wyjazdowym z Górnikiem Wałbrzych, w którym w 78. minucie zastąpił Piotra Brzozę. Łącznie w ekstraklasie rozegrał 67 meczów, w których zdobył 3 gole.
Następnie został zawodnikiem Ruchu Radzionków, w którym po awansie do III ligi w sezonie 1988/1989 zakończył piłkarską karierę.

## Kariera trenerska
Bolesław Gruszka po zakończeniu kariery piłkarskiej rozpoczął karierę trenerską w Ruchu Radzionków, w którym prowadził najpierw drużyny młodzieżowe, potem drużynę rezerw. W latach 2000–2002 był asystentem Edwarda Lonki i Janusza Małka w Polonii Bytom. 31 stycznia 2002 roku został trenerem drużyny Królowej Śląska, w której zastąpił Jana Komandera. Na stanowisku trenera drużyny Królowej Śląska pozostał do 18 lipca 2002 roku.
Potem trenował A-klasowy zespół z grupy Bytom – Czarni Sucha Góra.

## Sukcesy
Polonia Bytom
- Awans do ekstraklasy: 1986

Ruch Radzionków
- Awans do III ligi: 1989